# Tour della nazionale maschile di rugby a 15 dell'Irlanda 2013
A giugno 2013 la Nazionale irlandese di rugby si è recata in tour nel Nord America per giocare due test match: l'8 giugno contro gli Stati Uniti a Houston e il 15 giugno contro il Canada a Toronto.

## Risultati
| Arbitro: | Francisco Pastrana |

|                          |      |                                |
| 25’, 32’, 57’, 65’ Wyles | c.p. | 9’, 17’, 30’, 39’, 53’ Madigan |

| Arbitro: | Leighton Hodges |

|                        |      |                                                          |
| 46’ Ardron             | mt   | 9’ Trimble 27’, 58’, 80’ McFadden 54’ Cave 67’ O'Donnell |
|                        | tr   | 11’, 55’, 59’ Madigan 68’, 80’ Jackson                   |
| 6’, 17’, 24’ Pritchard | c.p. |                                                          |